# Kettukivi
Kettukivi är ett gränsmärke i Finland.   Det ligger på gränsen mellan kommunerna Kannus och Karleby i den ekonomiska regionen  Karleby  och landskapet Mellersta Österbotten, i den centrala delen av landet, 400 km norr om huvudstaden Helsingfors. Kettukivi ligger 64 meter över havet.

## Omgivningar
Terrängen runt Kettukivi är huvudsakligen platt. Kettukivi ligger uppe på en höjd. Runt Kettukivi är det glesbefolkat, med 9 invånare per kvadratkilometer. Närmaste större samhälle är Kannus, 8,7 km öster om Kettukivi. I omgivningarna runt Kettukivi växer i huvudsak blandskog.